# Junornis
Junornis — рід птахів, що належать до Enantiornithes, які в ранній крейді жили на території Китаю.

## Відкриття

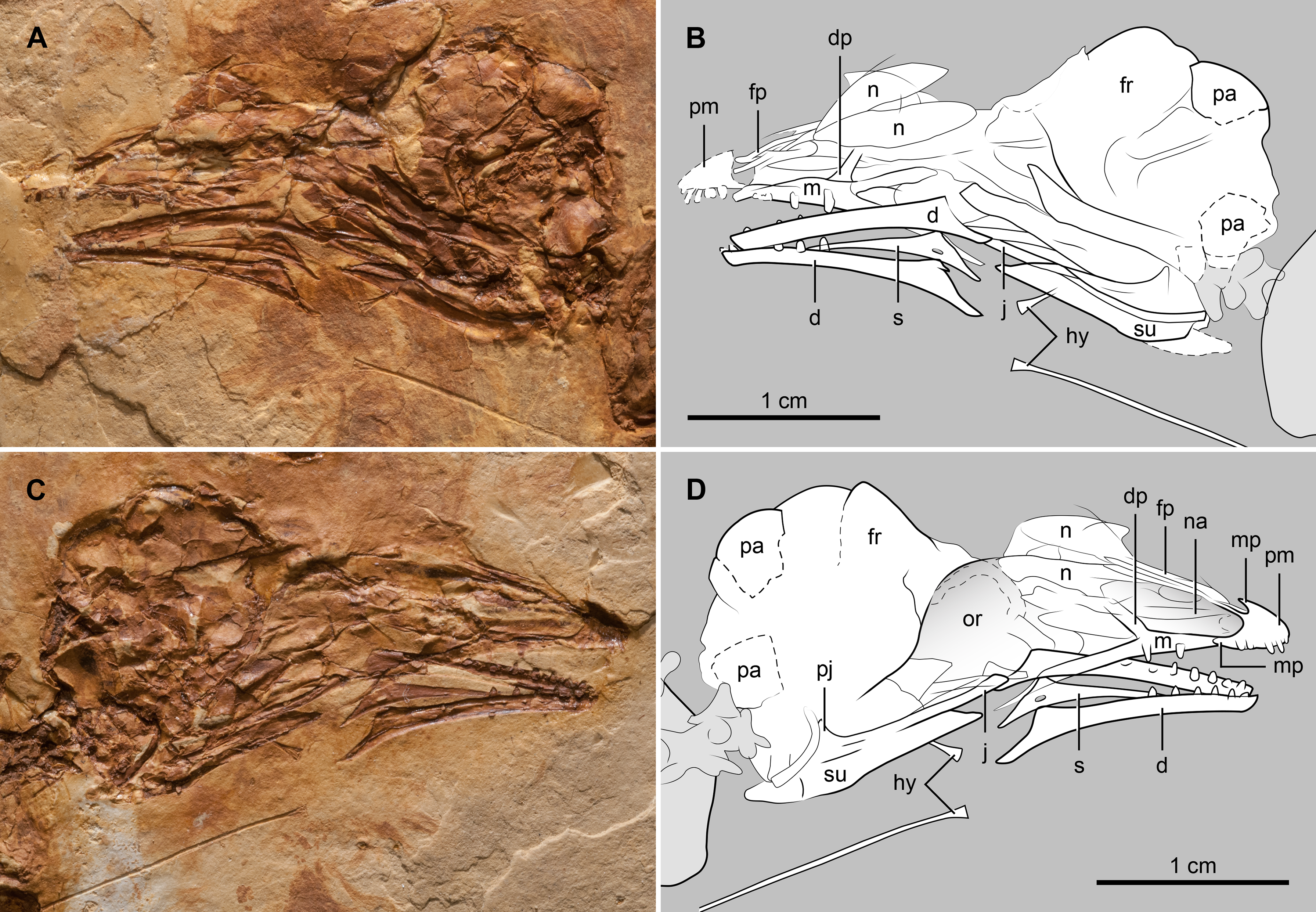
Череп зблизька

У селі Лютіаогоу, поблизу міста Дамін в повіті Нінчен, Внутрішня Монголія, був розкопаний скелет птаха, який придбав Пекінський музей природної історії.
Родова назва походить від китайського jun, 俊, «красивий», і грецького ornis, «птах». Видова назва на честь китайського палеоорнітолога Хоу Ляньхая.
Голотип BMNHC-PH 919 був знайдений у шарі формації Ісянь, якому приблизно 126 мільйонів років. Складається зі скелета з черепом, стисненого на пластині та контрпластині. Скелет значною мірою пов’язаний, хоча череп відокремлений. Збереження кісток чудове. Збереглися значні залишки оперення.